# Eutrotonotus mediofasciata
Eutrotonotus mediofasciata är en fjärilsart som beskrevs av Sergius G. Kiriakoff 1960. Eutrotonotus mediofasciata ingår i släktet Eutrotonotus och familjen tandspinnare. Inga underarter finns listade i Catalogue of Life.